# Pietro dell'Aquila (cardinale)
Pietro dell'Aquila, o Pietro Aquilano, (L'Aquila, ... – 3 giugno 1298) è stato un cardinale e vescovo cattolico italiano.

## Biografia
Facente parte della congregazione cassinese dell'ordine benedettino, fu consigliere del re di Sicilia Carlo I d'Angiò e abate del monastero di Santa Sofia, presso Benevento.
Nel 1294 venne eletto vescovo della diocesi di Sulmona-Valva, ma occupò questa carica per pochi mesi; nel concistoro del 18 settembre 1294 fu infatti nominato cardinale da papa Celestino V con il titolo di cardinale presbitero di Santa Croce in Gerusalemme.
Dopo l'abdicazione del papa, partecipò al conclave del 1294, che elesse papa Bonifacio VIII. Il 5 gennaio 1295 ottenne il permesso di stilare testamento e morì nel 1298.